# Camí Vell de les Vielles

El Camí Vell de les Vielles, respecte del terme d'Abella de la Conca

El Camí Vell de les Vielles és un camí rural del terme municipal d'Abella de la Conca, a la comarca del Pallars Jussà.
Arrenca del Camí Nou de les Vielles a Magaró, i emprèn la direcció sud-oest, per perdre's a la part oriental de les Vielles. Travessa la part de llevant d'aquesta partida.

## Etimologia
Pren el nom de la partida a la qual mena, en contraposició al Camí Nou, que discorre més al nord.